# 霍里弗 (北卡羅萊納州)
霍里弗（英語：Haw River）是一個位於美國北卡羅萊納州阿拉曼斯縣的城鎮。

## 人口
根據2020年美國人口普查的數據，霍里弗的面積為7.62平方千米，當中陸地面積為7.49平方千米，而水域面積為0.13平方千米。當地共有人口2252人，而人口密度為每平方千米296人。